# 畠山一成
畠山一成（はたけやま　いっせい、1965年-)は、経済産業官僚。

## 人物
89年東京大学法学部卒業、通商産業省入省（現在の経済産業省）。資源エネルギー庁電力・ガス事業部ガス市場整備課長を経て、10年からの農林水産省大臣官房参事官への出向時に起こった東日本大震災。前任地のニューヨークでロックダウンを経験。既存のものづくり産業をベースに社会の変化を生かす道筋づくりにチャレンジをしている。
12年中小企業庁経営支援部商業課長。14年経済産業省関東経済産業局総務企画部長。16年経済産業省経済産業政策局地域経済産業政策課長。18年日本貿易振興機構ニューヨーク事務所長。20年経済産業省中部経済産業局長に就任。。21年中小企業庁長官官房中小企業政策統括調整官。同年2025年日本国際博覧会協会企画局長。23年日本商工会議所常務理事。